# No Vacancy
No Vacancy – utwór amerykańskiego zespołu OneRepublic, który ukazał się 26 kwietnia 2017 roku. Piosenka została wyprodukowana przez wokalistę zespołu, Ryana Teddera oraz norweski duet Stargate.
19 maja 2017 roku zespół nagrał utwór wspólnie z kolumbijskim piosenkarzem Sebastiánem Yatrą, natomiast 26 maja 2017 ukazała się wersja utworu, w której śpiewał francuski piosenkarz Amir, a 7 lipca 2017 roku nagrano wersję utworu wspólnie z włoskim piosenkarzem Tiziano Ferro. W poszczególnych wersjach każdy z piosenkarzy śpiewa w swoim ojczystym języku.

## Lista utworów
Digital download
- „No Vacancy” – 3:43
- „No Vacancy” (feat Sebastián Yatra) – 3:43
- „No Vacancy” (feat Amir) – 3:43
- „No Vacancy” (feat Tiziano Ferro) – 3:43

## Pozycje na listach
| Notowanie (2017)                       | Najwyższa pozycja |
| -------------------------------------- | ----------------- |
| Austria (Ö3 Austria Top 40)            | 61                |
| Belgia (Ultratop 50 Singles (Walonia)) | 33                |
| Czechy (Singles Digital – Top 100)     | 27                |
| Francja (Top 200 Singles)              | 108               |
| Kanada (Canadian Hot 100)              | 74                |
| Łotwa (Latvijas Top 40)                | 9                 |
| Niemcy (Single Charts)                 | 52                |
| Szwajcaria (Singles Top 75)            | 34                |
| Szwecja (Sverigetopplistan)            | 52                |
| USA (Bubbling Under Hot 100 Singles)   | 13                |
| Włochy (Single Top 20)                 | 12                |

## Certyfikaty
| Kraj/region | Wydawca           | Certyfikat         | Źródło |
| ----------- | ----------------- | ------------------ | ------ |
| Brazylia    | Pro-Música Brasil | Złota płyta        | [ 12 ] |
| Hiszpania   | PROMUSICAE        | Złota płyta        | [ 13 ] |
| Niemcy      | BVMI              | Złota płyta        | [ 14 ] |
| Szwecja     | GLF               | Złota płyta        | [ 15 ] |
| Włochy      | FIMI              | 3× platynowa płyta | [ 16 ] |